# Ester Goossens
Ester Goossens (Amsterdam, 21 februari 1972) is een Nederlandse voormalige atlete. Zij blonk uit op de 400 m, 800 m en 400 m horden. Op deze nummers behaalde zij in de jaren negentig van de 20e eeuw talloze nationale seniorentitels en deed zij ook internationaal van zich spreken.

## Biografie

### Twaalf titels bij de jeugd
Op twaalfjarige leeftijd met atletiek begonnen, kwam al gauw Goossens' talent aan het licht. Aanvankelijk verkoos zij de 400 m, waarop zij in 1988 als B-meisje nationale titels begon te verzamelen. Toen ze vier jaar later tot de geledingen van de senioren toetrad, had ze inmiddels twaalf nationale jeugdtitels op zak. In haar seniorentijd zouden daar alles bij elkaar nog eens zestien bij komen.
Haar eerste internationale ervaring deed zij op bij de wereldkampioenschappen voor junioren in Plovdiv in 1990, waar zij op de 400 m doordrong tot de halve finale. Een jaar later, tijdens de Europese kampioenschappen voor junioren in Thessaloniki, bereikte ze op diezelfde afstand de finale en werd zevende.
In 1992, haar eerste jaar bij de senioren, stapte Goossens over van het Woerdense AV Clytoneus, waarvan ze tot dan steeds lid was geweest, naar het Utrechtse Hellas. Daar voegde zij zich bij de sprintgroep van Peter Verlooy. Dat jaar wist ze haar persoonlijk record op de 400 m aan te scherpen tot 52,71 s. Op de nationale bestenlijst aller tijden kwam ze ermee op de zesde plaats terecht, pal achter Mirna van der Hoeven, finaliste op de 400 m tijdens de Olympische Spelen in 1968. Goossens’ prestatie was echter niet goed genoeg voor deelname aan de Olympische Spelen in Barcelona.

### Eerste nationale seniorenrecord
Het volgende jaar was zij er in Toronto op de wereldindoorkampioenschappen wel bij, maar ondanks een nationaal indoorrecord van 52,73 strandde ze in de series. Het hele jaar zou ze die tijd niet meer verbeteren. Reden waarom Ester Goossens zich vanaf 1993 tevens ging richten op andere nummers, waaronder de 800 m en de 400 m horden. Op dit laatste nummer behaalde ze haar eerste nationale titel in 1994.
Trainingstechnisch pakt die ommezwaai echter zwaarder uit dan verwacht. Met name door het vele duurloopwerk, noodzakelijk als basis voor een goede 800 m, raakt Ester Goossens haar ritme en lichtvoetigheid kwijt. Enkele jaren zonder nationale titels en internationaal weinig aansprekende prestaties zijn ervan het gevolg, al perst ze er in 1994 nog een enkele, opmerkelijk goede 800 m uit in 2.00,05.

### Overstap naar meerkamp
Als in 1996 al spoedig blijkt, dat de Olympische Spelen in Atlanta buiten haar bereik zullen blijven, besluit Ester Goossens in mei om een punt te zetten achter haar 800 m aspiraties, de rest van het jaar als een overgangsjaar te beschouwen en zich voortaan te richten op de meerkamp. Ze sluit zich aan bij de meerkampgroep van AV '34, die onder leiding staat van meerkamptrainer bij uitstek Ton Eijkenboom en verhuist er zelfs voor naar Apeldoorn Ze hervindt prompt haar plezier in de atletiek, uitmondend in twee verrassende nationale titels op de meerkamp in 1997. En plotseling beginnen ook haar individuele nummers weer ergens op te lijken. Want op de 400 m met en zonder obstakels verovert ze dat jaar nog eens drie nationale gouden plakken en loopt ze het ene persoonlijke record na het andere. Hoogtepunt is haar nationale record op de 400 m horden van 54,84, gelopen tijdens de series van de wereldkampioenschappen in Athene. Ze strandt weliswaar in de halve finale, maar één ding is duidelijk: Ester Goossens is weer helemaal terug.

### Topjaar
Het jaar erna wordt, achteraf beschouwd, Goossens’ topjaar. Min of meer gedwongen door haar eerdere goede prestaties beperkt ze zich in 1998 toch weer tot de 400 meternummers. Indoor en outdoor behaalt ze wederom alle drie de nationale titels, loopt ze tijdens de Europese indoorkampioenschappen in Valencia op de 400 vlak naar een vierde plaats in de nationale recordtijd van 51,82 en wordt ze op de 400 horden vijfde tijdens de Europese outdoorkampioenschappen in Boedapest in een daverende 54,62, opnieuw een nationaal record. Haar eigen record op de 400 vlak heeft ze dan in de tussentijd alweer naar beneden toe bijgesteld tot 51,35. Acht jaar later staan beide nationale records nog recht overeind. Zelfs de 800 m gaat dit jaar met 1.59,24 sneller dan ooit. Slechts Ellen van Langen en Stella Jongmans waren in het verleden in Nederland sneller.

### Carrière in het slop
Begin 1999 wijst alles in de richting van alweer een topjaar als Ester Goossens op de 400 en 800 m wederom twee indoortitels naar zich toehaalt. Maar dan raakt de carrière van de atlete van het Apeldoornse AV'34 door enkele zware blessures, waaronder een stressfractuur in haar scheenbeen en een fout uitgepakte trainerswissel, in het slop. Ten derden male gaan in 2000 de Olympische Spelen aan haar neus voorbij.
Als ze eindelijk na twee jaar kwakkelen weer fit genoeg is om zich in het wedstrijdgewoel te storten, loopt ze op de 800 m indoor naar haar laatste nationale titel en weet ze tijdens een race in Stockholm met 2.00,01 zelfs nog het nationale indoorrecord te verbeteren. Maar na een weinig opzienbarend zomerseizoen (de 800 m is nooit haar eerste liefde geweest) steekt de stressfractuur in 2002 opnieuw de kop op. 'Begin 2003 heb ik me uiteindelijk laten opereren aan mijn scheenbeen. Er waren dode cellen, waardoor de zaak slecht genas. In Utrecht is de boel schoongeschraapt. Weinig mensen weten dat. Maar het was een hellend vlak, ik bleef sukkelen.' 'Op een gegeven moment denk je dan: laat maar. Dan heb je er echt tabak van. Dus in de zomer van 2003 is mijn atletiekcarrière geëindigd.'
Intussen was Goossens sinds 2002 werkzaam bij de Belastingdienst in Apeldoorn. 'Ik ben gaan tennissen, want nietsdoen kan ik niet. En af en toe lopen. Niet meer dan twee keer per week, anders ging dat scheenbeen weer zeuren.' Eind 2004 ontmoette ze Ewout de Groot, met wie zij in 2006 in het huwelijk trad. Inmiddels heeft het echtpaar drie kinderen, een jongetje geboren in september 2006, een meisje in april 2008 en een tweede meisje in mei 2010. In 2007 zijn ze verhuisd naar Beekbergen, waar Ewout de Groot oorspronkelijk vandaan komt. Ester: 'Nu met de kinderen is het helemaal prima om in Beekbergen te wonen.'
Haar indrukwekkende atletiekloopbaan heeft ze nu definitief achter zich gelaten, een loopbaan waarin zij naast de achtentwintig nationale titels ook nog eens tien nationale records op haar naam schreef. Slechts een medaille van internationale allure ontbreekt aan haar indrukwekkende verzameling.
Ondanks de vele blessures die zij op haar pad is tegengekomen, kijkt Ester Goossens met voldoening op die atletiekperiode terug. 'Ik had mijn atletiekcarrière niet willen missen, het was een bijzonder stuk van mijn leven.'

## Nederlandse kampioenschappen
Outdoor
| Onderdeel    | Jaar                   |
| ------------ | ---------------------- |
| 400 m        | 1992, 1993, 1997, 1998 |
| 400 m horden | 1994, 1997, 1998       |
| zevenkamp    | 1997                   |

Indoor
| Onderdeel | Jaar                         |
| --------- | ---------------------------- |
| 400 m     | 1993, 1994, 1997, 1998, 1999 |
| 800 m     | 1999, 2001                   |
| vijfkamp  | 1997                         |

## Persoonlijke records
Outdoor
| Onderdeel    | Prestatie       | Datum             | Plaats    |
| ------------ | --------------- | ----------------- | --------- |
| 200 m        | 23,84 s         | 13 september 1997 | Talence   |
| 400 m        | 51,35 s (ex-NR) | 6 juni 1998       | Malmö     |
| 800 m        | 1.59,24         | 1 augustus 1998   | Hechtel   |
| 1000 m       | 2.39,86         | 4 augustus 1993   | Zürich    |
| 100 m horden | 13,90 s         | 13 september 1997 | Talence   |
| 400 m horden | 54,62 s (ex-NR) | 23 augustus 1998  | Boedapest |
| zevenkamp    | 6.087 p         | 29 juni 1997      | Tallinn   |

Indoor
| Onderdeel   | Prestatie       | Datum            | Plaats    |
| ----------- | --------------- | ---------------- | --------- |
| 200 m       | 24,02 s         | 21 december 1997 | Dortmund  |
| 400 m       | 51,82 s (ex-NR) | 1 maart 1998     | Valencia  |
| 800 m       | 2.00,01 (NR)    | 15 februari 2001 | Stockholm |
| 60 m horden | 8,56 s          | 21 december 1997 | Dortmund  |
| vijfkamp    | 4.212 p         | 29 februari 1997 | Frankfurt |